# ریچارد فرتس
ریچارد فرتس (انگلیسی: Richard Fortus؛ زادهٔ ۱۷ نوامبر ۱۹۶۶) موسیقی‌دان، و گیتارنواز اهل ایالات متحده آمریکا است. وی از سال ۱۹۸۴ میلادی تاکنون مشغول فعالیت بوده است.